# Rivertonpriset

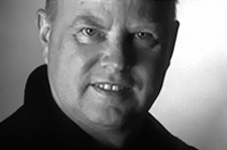
Tor Edvin Dahl, fick priset 1973.

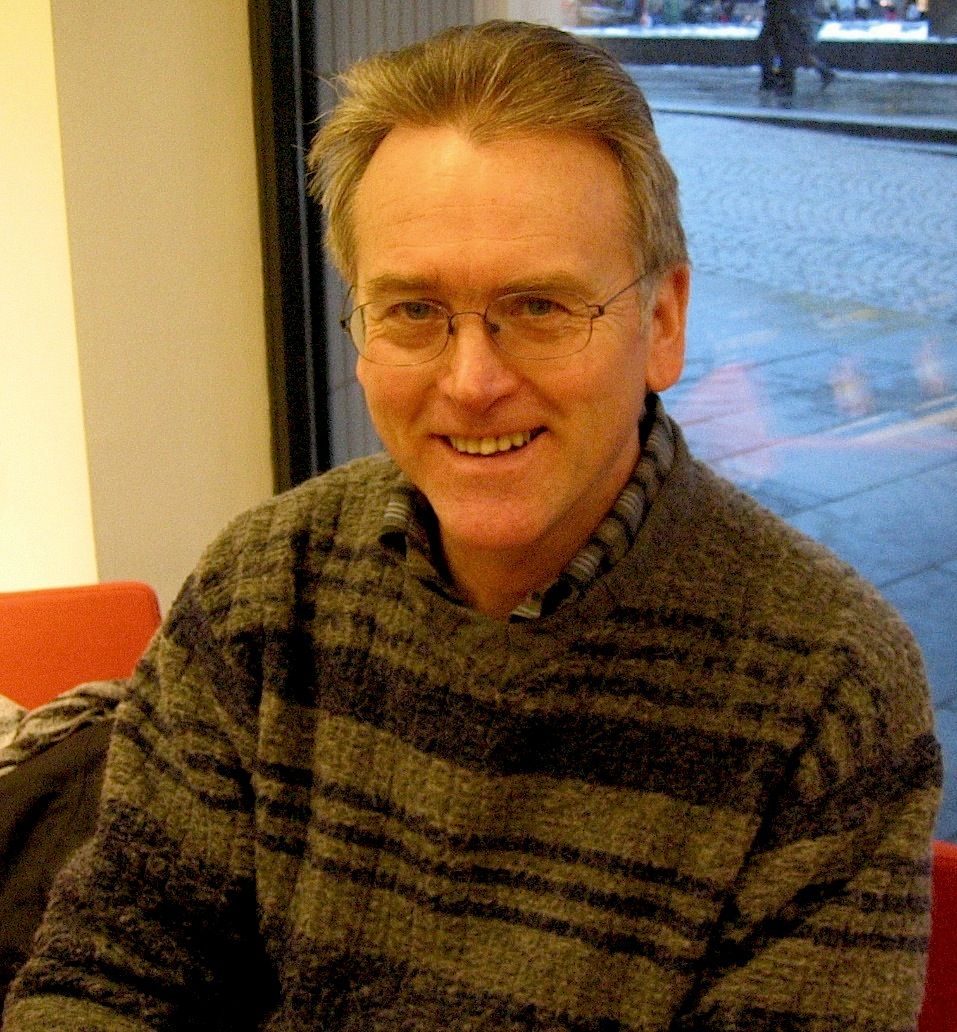
Gunnar Staalesen, fick priset 1975 och 2002

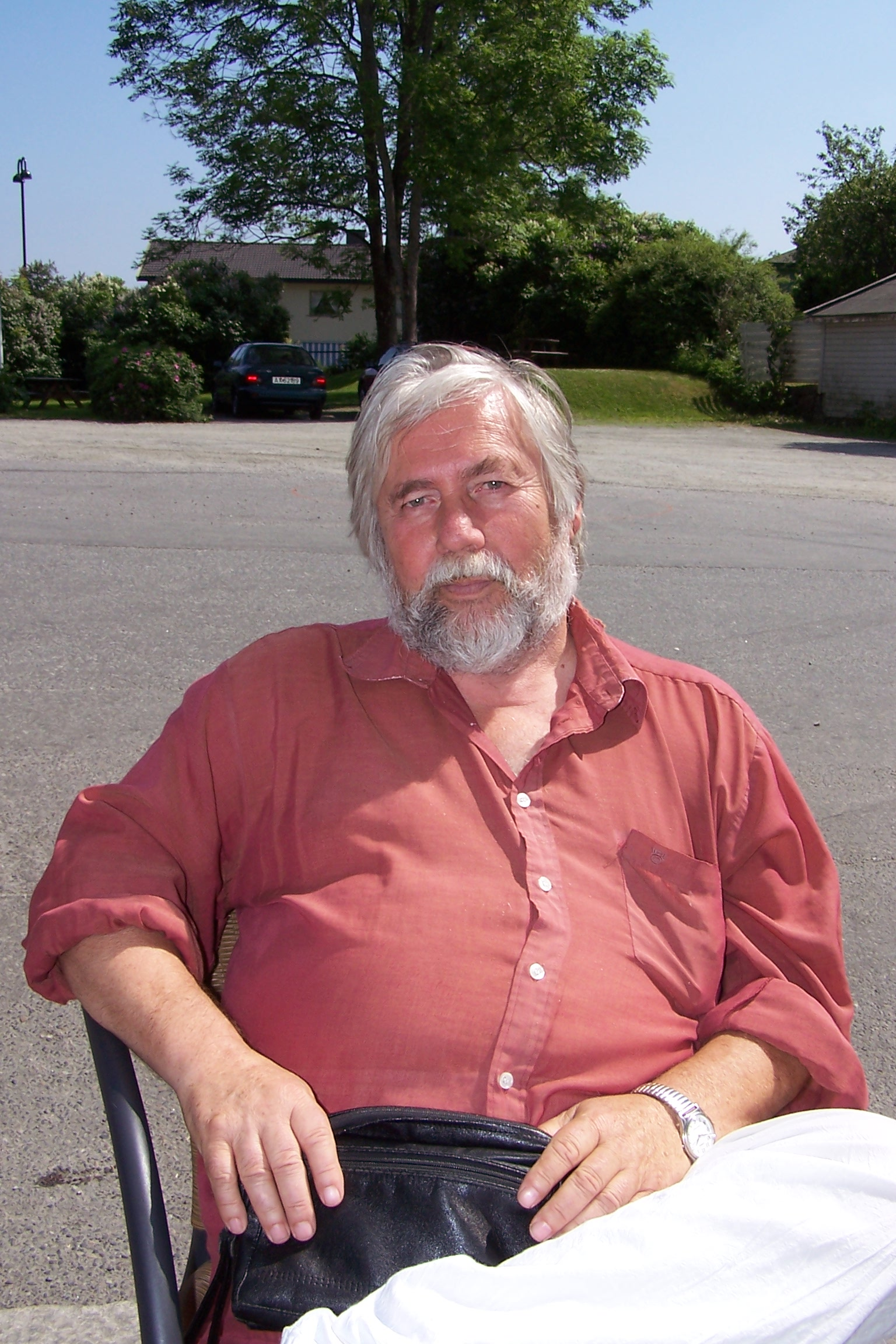
Tor Åge Bringsværd, fick priset tillsammans med Jon Bing 1978

Rivertonpriset (norska: Rivertonprisen) – "Den gyllene revolvern" – är ett norskt litterärt pris som årligen sedan 1972 utdelas av Rivertonklubben. Priset ska gå till författaren av årets bästa norska kriminallitterära arbete (roman, novellsamling, skådespel, originalmanus för spelfilm, tevedrama eller radioteater). 
Fram till 2001 kunde en person inte få priset mer än en gång. Efter det har fyra författare mottagit priset två gånger, Gunnar Staalesen 1975 och 2002, Jon Michelet 1981 och 2001, Karin Fossum 1996 och 2014 samt Jo Nesbø 1997 och 2019. Två författare har mottagit både ordinarie pris och hederspris: Torolf Elster 1982 respektive 1997 och Jo Nesbø 1997, 2019 respektive 2016.
Priset och den stiftande klubben är uppkallade efter Stein Riverton,  pseudonym för den norske detektivromanförfattaren Sven Elvestad (1884–1934).

## Pristagare
- 1972 – Sigrun Krokvik för romanen Bortreist på ubestemt tid
- 1973 – David Torjussen (Tor Edvin Dahl) för romanen Etterforskning pågår
- 1974 – Anker Rogstad för romanen Lansen
- 1975 – Gunnar Staalesen för romanen Rygg i rand, to i spann
- 1976 – Pio Larsen för romanen Den hvite kineser
- 1977 – Inget pris utdelades
- 1978 – Jon Bing och Tor Åge Bringsværd för tv-serien Blindpassasjer
- 1979 – Helge Riisøen för romanen Operasjon
- 1980 – Fredrik Skagen för romanen Kortslutning
- 1981 – Jon Michelet för romanen Hvit som snø
- 1982 – Torolf Elster för romanen Thomas Pihls annen lov
- 1983 – Kim Småge för romanen Nattdykk
- 1984 – Inget pris utdelades
- 1985 – Michael Grundt Spang för romanen Spionen som lengtet hjem
- 1986 – Edith Ranum för radioteaterserien Ringer i mørkt vann
- 1987 – Lars Saabye Christensen för romanen Sneglene
- 1988 – Alf R. Jacobsen för romanen Kharg
- 1989 – Idar Lind för romanen 13 takters blues
- 1990 – Ingvar Ambjørnsen för romanen Den mekaniske kvinnen
- 1991 – Audun Sjøstrand för romanen Valsekongens fall
- 1992 – Arild Rypdal för romanen Orakel
- 1993 – Morten Harry Olsen för romanen Begjærets pris
- 1994 – Anne Holt för romanen Salige er de som tørster
- 1995 – Kolbjørn Hauge för romanen Død mann i boks
- 1996 – Karin Fossum för romanen Se deg ikke tilbake
- 1997 – Jo Nesbø för romanen Flaggermusmannen
- 1998 – Jan Mehlum för romanen Kalde hender
- 1999 – Unni Lindell för romanen Drømmefangeren
- 2000 – Kjell Ola Dahl för romanen En liten gyllen ring
- 2001 – Jon Michelet för romanen Den frosne kvinnen
- 2002 – Gunnar Staalesen för romanen Som i et speil
- 2003 – Kurt Aust för romanen Hjemsøkt
- 2004 – Ulf Breistrand och Jarl Emsell Larsen för tv-serien Svarte penger, hvite løgner
- 2005 – Frode Grytten för romanen Flytande bjørn
- 2006 – Tom Kristensen för romanen Dødsriket
- 2007 – Jørgen Gunnerud för romanen Høstjakt
- 2008 – Vidar Sundstøl för romanen Drømmenes land
- 2009 – Tom Egeland för romanen Lucifers evangelium
- 2010 – Chris Tvedt för romanen Dødens sirkel[1]
- 2011 – Torkil Damhaug för romanen Ildmannen[2]
- 2012 – Jørn Lier Horst för romanen Jakthundene[3]
- 2013 – Gard Sveen för romanen Den siste pilegrimen
- 2014 – Karin Fossum för romanen Helvetesilden
- 2015 – Kjell Ola Dahl för romanen Kureren
- 2016 – Torkil Damhaug för romanen En femte årstid
- 2017 – Aslak Nore för romanen Ulvefellen
- 2018 – Unni Lindell för romanen Dronen
- 2019 – Jo Nesbø för romanen Kniv[4]
- 2020 – Sven Petter Næss för romanen Skjebnesteinen
- 2021 – Heine Bakkeid för romanen St. Avenger
- 2022 – Torkil Damhaug för romanen Hund uten grav
- 2023 – Anne Holt för romanen Tolv utemte hester

## Rivertonklubbens hederspris
- 1973 – André Bjerke
- 1976 – Bjørn Carling
- 1978 – Gerd Nyquist
- 1990 – Tage la Cour
- 1992 – Nils Nordberg
- 1997 – Willy Dahl, Sigurd B. Hennum och Torolf Elster
- 2012 – Varg Veum
- 2016 – Jo Nesbø
- 2018 – Tor Edvin Dahl
- 2019 – Hans H. Skei
- 2022 – Knut Gørvell och Pip Hallén

## Rivertonklubbens internationella hederspris
- 1991 – Ruth Rendell
- 1993 – P.D. James
- 1997 – Ed McBain
- 2006 – Maj Sjöwall
- 2012 – Henning Mankell
- 2022 – Håkan Nesser